# Woodstock (Engeland)
Woodstock is een civil parish in het graafschap Oxfordshire, in het Verenigd Koninkrijk. Het ligt ongeveer 12 kilometer ten noorden van Oxford. Het dorp is vooral bekend door het Blenheim Palace, waar in 1874 de latere minister-president Winston Churchill werd geboren; ook zijn graf op het kerkhof in het nabijgelegen Bladon is een bekend doel voor bezoekers. Door de plaats loopt een kleine rivier, de Glyme, die het dorp scheidt in New en Old Woodstock.
Vroeger hebben verschillende Engelse koningen in Woodstock verbleven. Van koning Alfred de Grote is aangenomen dat hij in het jaar 890 in Woodstock verbleef. In 1279 werd er een markt gevestigd, door Hendrik II, en in de 13e eeuw verkreeg het de status van gemeente.
In het dorp staat de kerk van Maria Magdalena, die in de 19de eeuw herbouwd werd. Ze heeft een Normandische deuropening, vroege Engelse ramen en een muzikale klok die een melodie op het uur speelt. Het gemeentehuis is in de 18de eeuw gebouwd, en verder staat in het dorp het huis van Fletcher, gebouwd in de 17de eeuw, waar nu het Provinciaal Museum huist.
Vroeger bestond de hoofdindustrie van Woodstock in de productie van handschoenen, maar de stad slaagt er meer en meer in toeristen te lokken, vooral bezoekers voor het Blenheim Paleis.

## Geboren
- Eduard van Woodstock de Zwarte Prins (1330-1376), prins van Wales, hertog van Cornwall en prins van Aquitanië
- Winston Churchill (1874-1965), staatsman, schrijver en Nobelprijswinnaar (1953)

## Externe link

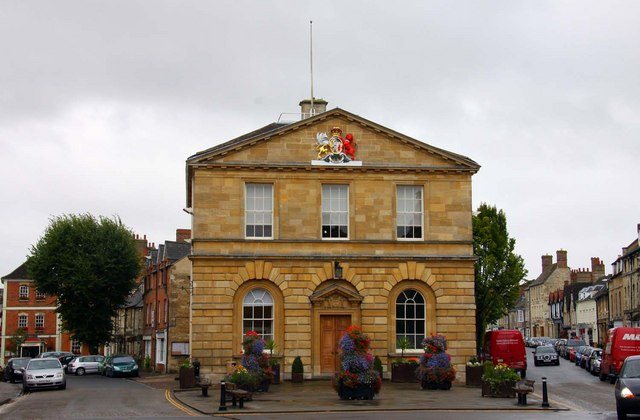
Gemeentehuis